# Helgi Droplaugarson
Helgi Droplaugarson (966-998), fue un vikingo de Arnheiðarstaðir, Valþjótstaður í Fljótsdal, Norður-Múlasýsla e influyente bóndi de Islandia. Hijo de Þorvaldur Þiðrandason y Droplaug Þorgrímsdóttir, es el personaje principal de la saga Droplaugarsona. En la saga Helgi aparece como un hombre corpulento, afectivo, fuerte y resuelto, pero nada interesado en asuntos de la granja, sin embargo muy seguro de sí mismo en cuestiones de armas. Su hermano menor Grímr, también es corpulento, pero prefiere la vida sosegada de la granja y tiene un temperamento calmado.
Jesse Byock usa la figura de Helgi y su papel de intermediario (arbitraje) en un proceso legal, como ejemplo de los intrincados vaivenes jurídicos en la Mancomunidad Islandesa, dos casos análogos al de Helgi aparecen en la saga de Vápnfirðinga (cap. 7) y saga Eyrbyggja (cap. 31). Helgi se enfrenta al goði Helgi Ásbjarnarson, pone en juego su reputación y corre el riesgo de pagar una enorme compensación si pierde el caso. Helgi Droplaugarson busca juzgarse a sí mismo y llegar a un mutuo acuerdo (una vía legal conocida como sjálfdœmi) y es lo que obtiene, convencido de que todo ha ido según sus deseos.
Helgi Ásbjarnarson, es una típica muestra de fuerza desde su juventud, cuando con trece años
acaba con la vida de Þorgrímur torðyfil, quien había insultado a su madre. Tras múltiples incidentes que se suceden en la saga, prepara una emboscada a su oponente y consigue matarle, aunque su hermano Grímr sobrevive y tras curarse de sus heridas, a su vez mata al goði en su lecho como venganza por la muerte de su hermano.